# ピジョン (企業)
ピジョン株式会社（英: Pigeon Corporation）は、ベビー用品全般を扱う日本のメーカーである。特に哺乳瓶のトップブランドとして名高い。創業は神奈川県茅ヶ崎市で、現在は東京都中央区に本社を置く。
キャッチコピーは「やさしさ つたえたい」、「愛をカタチにする」。1960年代前半までは「幸福な赤ちゃん」。
社是は「愛」。社訓は「愛を産むものは愛のみ」。

## 概略
1949年に仲田祐一がピジョン哺乳器本舗を創業。哺乳瓶の乳首を従来の直付式から、衛生面を考慮したキャップ式に改良し、母乳を与えることが困難なお母さんのために、赤ちゃんにとってお母さんのおっぱいに近い哺乳瓶を開発した。なお、創業時は株式会社といった法人格のない企業であった。
1957年に法人化し、株式会社ピジョン哺乳器本舗として改組。
1966年にピジョン哺乳器本舗からピジョンに社名変更し、ベビー用品総合を扱うメーカーとして発展する。扱うアイテムが多いため、自社製造だけでなく、委託製造による商品（紙類、医薬品など）も多い。
ピジョン、すなわち鳩は平和の象徴として知られる鳥で、平和で豊かな社会を願う同社の思いが込められている。1985年までは鳩のマークを採用していた。1985年から現在の2つのハートマークを組み合わせたPの文字を模ったマークに変更され、これはお母さんと赤ちゃんの愛を象徴するダブルハートを意味している。
扱っている商品には100種を超えるベビー用品のほか、マタニティ製品、サプリメント用品、介護用品も扱っている。また、子育て支援事業なども行っている。
創業草創期、創業者仲田祐一が理想的な哺乳瓶を考案するために、当事者の許可を得て乳首を実際に吸わせてもらいながら全国を回った「おっぱい行脚」は伝説となっている。

## 沿革
- 1949年（昭和24年）- 創業者仲田祐一が日本初のキャップ式哺乳瓶を発売。同時にピジョン哺乳器本舗を創業。1957年までは株式会社としての法人ではない。
- 1957年（昭和32年）8月15日 - 株式会社ピジョン哺乳器本舗として神奈川県茅ヶ崎市に設立。
- 1958年（昭和33年）- 本社を東京都千代田区神田東松下町に移転。
- 1963年（昭和38年）- 千葉県に市川工場開設。大阪出張所開設。
- 1964年（昭和39年）- 福岡出張所開設。
- 1965年（昭和40年）- 名古屋・札幌出張所開設。
- 1966年（昭和41年） - 社名をピジョン株式会社に変更。
- 1967年（昭和42年）- 広島出張所開設。
- 1968年（昭和43年）- 仙台出張所開設。
- 1973年（昭和48年）- 出張所を店に改称。本社新社屋が神田富山町に完成。
- 1976年（昭和51年）- 「マイピー」といったブランドからピジョン製品の販売を開始する。但し、哺乳瓶のみ「ピジョン哺乳器」として販売。
- 1983年（昭和58年）- 仲田洋一が代表取締役社長に就任。
- 1985年（昭和60年） - CIを導入。
- 1985年（昭和60年） - 鳩のマークから現在のダブルハートを意味した「P」のアルファベットを形どったマークに変更。ピジョンのロゴ文字も変更。同時に「マイピー」のブランド名を廃止。
- 1987年（昭和62年） - ピジョン赤ちゃん誕生育樹キャンペーンといったイベントを開始。
- 1988年（昭和63年） - 株式を店頭公開（現在のJASDAQ）。
- 1995年（平成7年） - 東京証券取引所2部上場。
- 1997年（平成9年） - 東京証券取引所1部上場。
- 2004年（平成16年）- アメリカのランシノー・ラボラトリーズ社、多比良株式会社を完全子会社化。
- 2006年（平成18年）- 本社を東京都中央区日本橋久松町に移転。2004年に子会社となった多比良株式会社を「ピジョンタヒラ株式会社」（旧）に改名。
- 2014年（平成26年） - 子会社のピジョンウィル株式会社を吸収合併。ピジョンのヘルスケア・介護事業本部とピジョンタヒラが営業統合を行い、「ピジョンタヒラ株式会社」（新）として営業開始。

## 所在地
- 本社 - 東京都中央区
- 筑波事業所 - 茨城県稲敷郡阿見町
- 中央研究所 - 茨城県つくばみらい市

## 扱っている商品
- 哺乳瓶、乳首、ベビーフード、洗浄・消毒剤、母乳関連商品、スキンケア商品、お尻拭き（おしりナップ）、ウェットティッシュ、ベビー用洗剤、ベビー排泄関連商品（吸収ライナーなど）、乳母車、ベビートイ、ベビー用医薬品など　《以上ベビー関連》
- 介護用尿取りパッド、大人用紙おむつ（ハビナース）、尿器、車椅子（アシスタイース）など

## 蛙男商会との関係
- 就職案内のインターネット配信映像を蛙男商会が製作した経緯がある。内容は、蛙男商会の代表的アニメ『菅井君と家族石』の番外編に当たる物で、タイトルは『吉田の就職上京繁盛記!!』。『菅井君と～』の登場キャラクター吉田が、ピジョンを国内最大手の鳩会社と勘違いし入社してしまい、そこから正しいピジョンの営業内容や、代理店との関係について学ぶといった内容。一見、番外編のため、物語の本編などには影響のないストーリーとも思えるが、この内容や設定は、後の蛙男商会アニメにも広く反映され、同じく吉田の登場するアニメ『秘密結社鷹の爪』では、吉田は「以前は国内最大手の鳩会社に就職していた。」と発言している。なお、このアニメの本編の公開は終了している。

## 各国への製品供給、進出
- 1999年、大韓民国に存在する同名の別会社（1978年に設立された韓国のピジョン社）に乳児用品をピジョンブランドでの製品供給契約を締結。しかし、中国において日本のピジョン社が商標登録を先願したことが原因で関係が悪化。2010年に契約を解消して、新たに柳韓キンバリーと契約を行った。韓国内ではピジョンのブランドが使えないため別ブランド（ダブルハート）での製品供給となっている。
- 2002年、中華人民共和国の上海市に100％出資のピジョン上海を設立して、中国本土へ本格進出。年々、工場を拡大するなど急成長を遂げている。

## テレビ番組
- 日経スペシャル カンブリア宮殿 新春スペシャル アジア大攻略2013 ここを奪わずして、世界は獲れない！（2013年1月10日、テレビ東京）[2]

## 過去の番組スポンサー
- アグネス・チャンのHI!赤チャンネル（フジテレビ系）
- ルックルックこんにちは（日本テレビ系）
- お昼のワイドショー（日本テレビ系列）
- 知っとこ!（MBS制作・TBS系列）
- 徹子の部屋（テレビ朝日系列）

## 競合他社
- コンビ
- ジェクス（チュチュベビー）
- アップリカ・チルドレンズプロダクツ